# Mike Rutzen

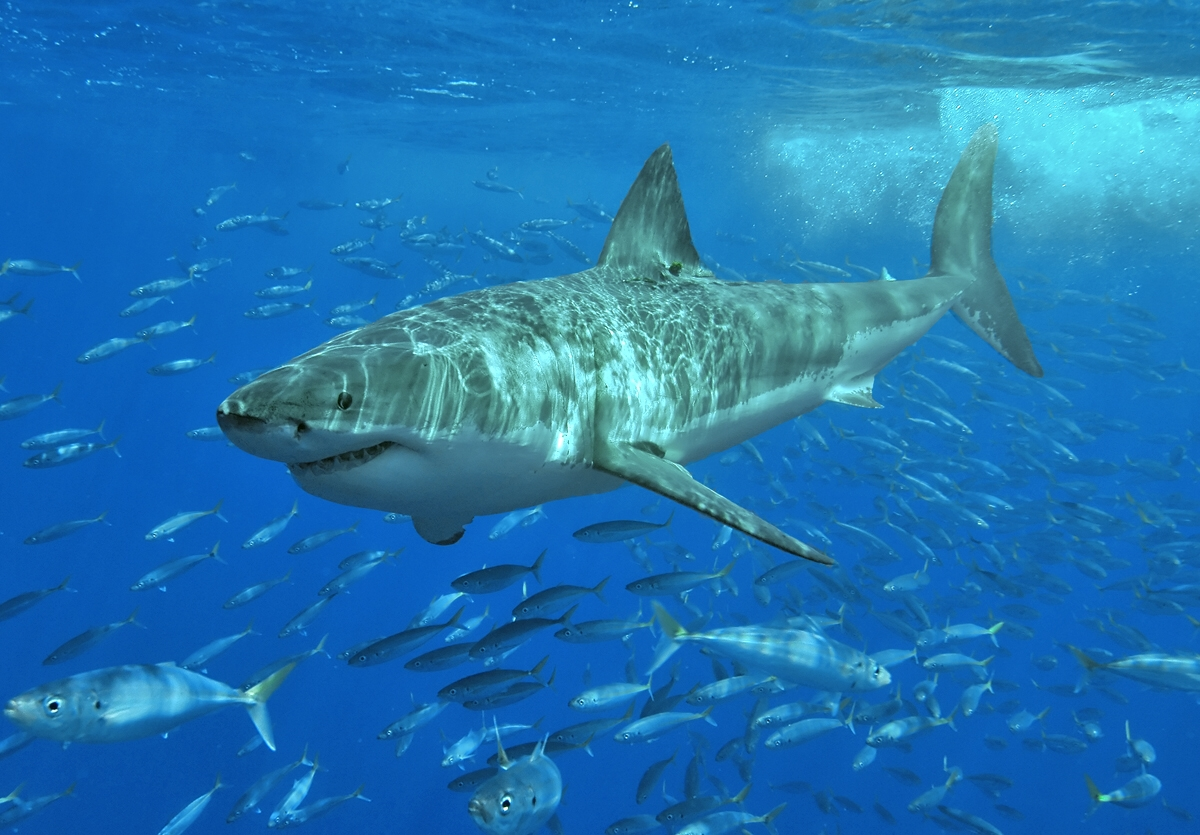
Tubarão Branco

Mike Rutzen é um especialista em tubarão branco e porta voz da conservação das espécies ameaçadas de tubarão. Ficou famoso com suas imagens de mergulho livre ao lado de tubarões-branco enquanto a maioria dos mergulhadores utiliza gaiolas de proteção com esta espécie, considerada uma das mais perigosas ao ser-humano e uma das três com mais registros de fatalidade em ataques. Mike é atualmente o recordista em tempo de mergulho com tubarão branco sem grades de proteção e realiza a maioria das suas atividades na costa de seu país natal, a África do Sul. 

## Carreira na Televisão
Grande parte da fama de Rutzen se deve a sua aparição em documentários televisivos sobre tubarões. O canal pago Discovery Channel lançou um documentário chamado Homem-tubarão (Sharkman, no original em inglês), no qual Rutzen percorre o mundo a procura de conhecimentos sobre a imobilidade tônica em diferentes espécies de tubarão, a fim de conseguir uma inédita indução do mesmo efeito em um tubarão branco. Após tentativas bem sucedidas em tubarões cabeça-de-cesto e tigre, Rutzen não obteve muito sucesso com a mesma técnica no tubarão branco. 
Rutzen também já participou do programa 60 minutes, com Anderson Cooper, da rede de televisão CBS. Cooper concordou em entrar na água com vários tubarões-branco e, apesar de não ocorrer qualquer problema grave e se dizer satisfeito com o mergulho, disse que pensaria duas vezes antes de repetir a experiência.